# Isabella di Clare, IV contessa di Pembroke
Isabella di Clare (1172 – 1220) sposò il potente nobile Guglielmo il Maresciallo che servì come Conte maresciallo di Inghilterra divenendo uno dei più potenti uomini del paese. Il matrimonio fra i due venne voluto da Riccardo I d'Inghilterra.

## La ricca ereditiera
Isabella fu una delle più ricche ereditiere della nobiltà gallese e irlandese e nacque nel 1172 come la più vecchia dei figli di Riccardo di Clare, II conte di Pembroke ed Eva MacMurrough che era a sua volta figlia di Diarmuid Mac Murchadha Caomhánach, il deposto Re del Leinster, e di Mór Ní Tuathail. Da parte di padre i suoi nonni erano Gilbert de Clare, I conte di Pembroke e Isabella de Beaumont. 
Isabella aveva un fratello più giovane, Gilbert (1173-1185) che morì quand'era ancora minorenne e per questo non venne mai investito formalmente del titolo di Conte di Pembroke nonostante lo avesse ereditato alla morte del padre avvenuta nel 1176. Per questo motivo alla morte del fratello Isabella divenne, per Suo jure, contessa di Pembroke e lo rimase fino alla morte avvenuta nel 1220.
Isabella aveva anche un'altra sorella Joan e altre due sorellastre Aline e Basilia che si sposò per tre volte con Robert de Quincy, Raymond FitzGerald e Geoffrey FitzRobert.
Le descrizioni di Isabella la vogliono come una donna di alto lignaggio saggia, buona e affascinante e si presuppone che parlasse correttamente il francese, l'irlandese e il latino. Con la morte del fratello e dei genitori, la madre morì nel 1188, Isabella divenne una delle più ricche del paese grazie ai contadi di Pembroke e Striguil che le portarono molte terre in Irlanda, (quasi un quarto dell'intero territorio), Normandia e Galles e divennero suoi numerosi castelli situati nella baia di Milford Haven incluso il Castello di Pembroke. Vista la giovane età, era già orfana a sedici anni, Isabella andò sotto la custodia di Enrico II d'Inghilterra che la ospitò presso la Torre di Londra prendendosi cura di lei e dei suoi averi.

## Il matrimonio
Enrico II promise in sposa Isabella a Guglielmo il Maresciallo un uomo che si era fatto strada da solo nella corte, dove ormai era visto come il più grande cavaliere e soldato del regno, e nelle grazie del re che voleva ricompensarlo per i suoi servigi con una moglie che portava con sé una ricca dote. Tuttavia Enrico morì prima che le nozze potessero avere luogo e nell'agosto del 1189 fu suo figlio Riccardo I d'Inghilterra a dare in sposa la diciassettenne Isabella al quarantaquattrenne Guglielmo.
Al tempo delle nozze ella risiedeva ancora alla Torre sotto la custodia del Gran giustiziere Ranulf de Glanvill, il matrimonio si tenne con la dovuta pompa e i due sposi si recarono quindi in una tenuta del Surrey che apparteneva a Enguerrand d'Abernon.
Il matrimonio con Isabella elevò Guglielmo dal rango di uomo senza terre a quello di più ricco proprietario terriero del paese e dal 1194 iniziò a servire come Conte maresciallo di Inghilterra, carica che ricoprì sotto i regni di Riccardo I, suo fratello Giovanni d'Inghilterra e il figlio di questi Enrico III d'Inghilterra. Per quanto Guglielmo non sia diventato Jure uxoris conte di Pembroke o di Striguil fino al 1199 egli tuttavia s'assunse la signoria di Leinster, del castello di Pembroke, del Castello di Chepstow e di tutte le altre piccole fortezze di proprietà della moglie, quali quelle di Haverfordwest, Tenby, Lewhaden, Narberth e Stackpole.
Poco dopo le nozze i due andarono in Irlanda, ad Old Ross, un piccolo villaggio situato nei territori che erano stati del nonno materno di Isabella, rapidamente venne ordinata la costruzione di un castello Motte e bailey, altrettanto velocemente vi sorse intorno un piccolo borgo e poco dopo i due fondarono la città portuale sul fiume Barrow che divenne nota con il nome di New Ross.
Dal 1192 Isabella e il marito si assunsero il compito di amministrare i loro vasti possedimenti cominciando a rimettere in sesto il Castello di Kilkenny e la relativa città che erano stati danneggiati dalle razzie del Clan O'Brien nel 1173 e più tardi ordinarono la costruzione di diverse abbazie nelle vicinanze.

## I figli
Dalla sua unione con Guglielmo il Maresciallo discesero:
- Guglielmo il Maresciallo, II conte di Pembroke, sposò:
  - Alice di Betun, figlia del conte di Albemarle;
  - il 23 aprile 1224, Eleonora Plantageneta, figlia di Re Giovanni d'Inghilterra.
- Riccardo il Maresciallo, III conte di Pembroke, sposò:
  - Gervase le Dinant.
- Matilde Marshal, sposò:
  - Ugo Bigod, III conte di Norfolk
  - il 13 ottobre 1225, Guglielmo di Warenne;
  - Walter di Dunstanville.
- Gilbert Marshal, IV conte di Pembroke (1194 - 27 giugno 1241);
  - Marjiorie di Scozia, figlia di Re Guglielmo I di Scozia;
  - Maud di Lanvaley.
- Walter Marshal, V conte di Pembroke, sposò:
  - Margaret de Lacy, nipote Ugo di Kevelioc.
- Anselm Marshal, VI conte di Pembroke, ( ??? - 22 dicembre 1245), sposò:
  - Maud di Bohun, figlia di Humphrey de Bohun, II conte di Hereford e I conte di Essex.
- Isabella, sposò:
  - 9 ottobre 1217, Gilberto di Clare, V conte di Gloucester e IV conte di Hertford;
  - Riccardo di Cornovaglia.
- Sybil, (??? - 27 aprile 1245), sposò il 14 maggio 1219:
- Guglielmo di Ferrers, V conte di Derby.
- Eva Marshal, sposò;
  - Guglielmo di Braose, signore di Abergavenny, da cui discese la Regina Jane Seymour.
- Joan, ( ??? - ante 1234), sposò:
  - Warin di Montchensy, signore di Swanscombe.

## La mancanza di eredi diretti
Isabella morì nel 1220 (suo marito era morto l'anno prima) e venne sepolta nell'Abbazia di Tintern e un Cenotafio venne rinvenuto nella chiesa di New Ross. Nonostante i molti figli che ella ebbe dal marito curiosamente tutti i maschi morirono senza lasciare figli e la leggenda vuole che questo sia causato da una maledizione gettata su Guglielmo dal vescovo di Ferns. Il titolo di Maresciallo andò quindi a Ugo Bigod, III conte di Norfolk, marito della sua figlia maggiore Matilde Marshal, mentre il titolo di conte di Pembroke andò a William de Valence, I conte di Pembroke, nipote di Isabella tramite la figlia Joan.
Nel giro di poche generazioni Isabella e Guglielmo divennero gli antenati di molte personalità della nobiltà britannica, da Roberto I di Scozia a Enrico IV d'Inghilterra e altri ancora.

## Ascendenza
|                                         |                       |                                            | Genitori                          |  |  | Nonni |  |  | Bisnonni            |  |  | Trisnonni           |  |
|                                         |                       |                                            |                                   |  |  |       |  |  | Gilbert FitzRichard |  |  | Richard FitzGilbert |  |
|                                         |                       |                                            |                                   |  |  |       |  |  | Gilbert FitzRichard |  |  | Richard FitzGilbert |  |
|                                         |                       | Rohese Giffard                             |                                   |  |  |       |  |  | Gilbert FitzRichard |  |  |                     |  |
| Gilbert de Clare, I conte di Pembroke   |                       |                                            |                                   |  |  |       |  |  | Gilbert FitzRichard |  |  |                     |  |
|                                         |                       | Adeliza de Claremont                       | Hugh de Creil, Conte di Claremont |  |  |       |  |  |                     |  |  |                     |  |
|                                         |                       | Adeliza de Claremont                       | Hugh de Creil, Conte di Claremont |  |  |       |  |  |                     |  |  |                     |  |
|                                         |                       | Adeliza de Claremont                       | Marguerite de Montdidier e Roucy  |  |  |       |  |  |                     |  |  |                     |  |
| Riccardo di Clare, II conte di Pembroke |                       | Adeliza de Claremont                       |                                   |  |  |       |  |  |                     |  |  |                     |  |
|                                         |                       | Roberto di Beaumont, II conte di Leicester | Roger de Beaumont                 |  |  |       |  |  |                     |  |  |                     |  |
|                                         |                       | Roberto di Beaumont, II conte di Leicester | Roger de Beaumont                 |  |  |       |  |  |                     |  |  |                     |  |
|                                         |                       | Roberto di Beaumont, II conte di Leicester | Adeline di Meulan                 |  |  |       |  |  |                     |  |  |                     |  |
| Isabella de Beaumont                    |                       | Roberto di Beaumont, II conte di Leicester |                                   |  |  |       |  |  |                     |  |  |                     |  |
|                                         |                       | Elisabetta di Vermandois                   | Ugo I di Vermandois               |  |  |       |  |  |                     |  |  |                     |  |
|                                         |                       | Elisabetta di Vermandois                   | Ugo I di Vermandois               |  |  |       |  |  |                     |  |  |                     |  |
|                                         |                       | Elisabetta di Vermandois                   | Adelaide di Vermandois            |  |  |       |  |  |                     |  |  |                     |  |
| Isabella di Clare                       |                       | Elisabetta di Vermandois                   |                                   |  |  |       |  |  |                     |  |  |                     |  |
|                                         | Donnchad mac Murchada | Murchad mac Diarmata                       |                                   |  |  |       |  |  |                     |  |  |                     |  |
|                                         | Donnchad mac Murchada | Murchad mac Diarmata                       |                                   |  |  |       |  |  |                     |  |  |                     |  |
|                                         | Donnchad mac Murchada | …                                          |                                   |  |  |       |  |  |                     |  |  |                     |  |
| Diarmuid Mac Murchadha Caomhánach       | Donnchad mac Murchada |                                            |                                   |  |  |       |  |  |                     |  |  |                     |  |
|                                         |                       | …                                          | …                                 |  |  |       |  |  |                     |  |  |                     |  |
|                                         |                       | …                                          | …                                 |  |  |       |  |  |                     |  |  |                     |  |
|                                         |                       | …                                          | …                                 |  |  |       |  |  |                     |  |  |                     |  |
| Eva MacMurrough                         |                       | …                                          |                                   |  |  |       |  |  |                     |  |  |                     |  |
|                                         |                       | Muitchertach O'Toole                       | Gilla Comgaill O'Toole            |  |  |       |  |  |                     |  |  |                     |  |
|                                         |                       | Muitchertach O'Toole                       | Gilla Comgaill O'Toole            |  |  |       |  |  |                     |  |  |                     |  |
|                                         |                       | Muitchertach O'Toole                       | Sabh Mael Morda O'Domnail         |  |  |       |  |  |                     |  |  |                     |  |
| Mór Ní Tuathail                         |                       | Muitchertach O'Toole                       |                                   |  |  |       |  |  |                     |  |  |                     |  |
|                                         |                       | Cacht Inion Loigsig O'Morda                | Loigsig O'Morda                   |  |  |       |  |  |                     |  |  |                     |  |
|                                         |                       | Cacht Inion Loigsig O'Morda                | Loigsig O'Morda                   |  |  |       |  |  |                     |  |  |                     |  |
|                                         |                       | Cacht Inion Loigsig O'Morda                | Gormlaith Inion Finn O'Caellaide  |  |  |       |  |  |                     |  |  |                     |  |
|                                         |                       | Cacht Inion Loigsig O'Morda                |                                   |  |  |       |  |  |                     |  |  |                     |  |